# 常家站
常家站是一个侯月线上的铁路车站，位于山西省曲沃县常家，建于1969年，目前为五等站，邮政编码为043409。目前不办理客、货运营业。